# Lijst van voetbalinterlands Litouwen - Roemenië
Deze lijst van voetbalinterlands is een overzicht van alle officiële voetbalwedstrijden tussen de nationale teams van Litouwen en Roemenië. De landen speelden tot op heden zestien keer tegen elkaar. De eerste ontmoeting, een vriendschappelijke wedstrijd, werd gespeeld in Kaunas op 26 augustus 1931. Het laatste duel, een groepswedstrijd tijdens de UEFA Nations League 2024/25, vond plaats op 15 oktober 2024 in Kaunas.

## Wedstrijden
| №  | Plaats      | Datum            | Competitie                  | Wedstrijd           | Uitslag |
| -- | ----------- | ---------------- | --------------------------- | ------------------- | ------- |
| 1  | Kaunas      | 26 augustus 1931 | Vriendschappelijk           | Litouwen – Roemenië | 2 – 4   |
| 2  | Kaunas      | 9 juli 1937      | Vriendschappelijk           | Litouwen – Roemenië | 0 – 2   |
| 3  | Boekarest   | 8 april 1992     | Vriendschappelijk           | Roemenië – Litouwen | 2 – 0   |
| 4  | Boekarest   | 31 augustus 1996 | WK 1998 kwalificatie        | Roemenië – Litouwen | 3 – 0   |
| 5  | Vilnius     | 2 april 1997     | WK 1998 kwalificatie        | Litouwen – Roemenië | 0 – 1   |
| 6  | Boekarest   | 3 september 2000 | WK 2002 kwalificatie        | Roemenië – Litouwen | 1 – 0   |
| 7  | Nicosia     | 28 februari 2001 | Vriendschappelijk           | Litouwen – Roemenië | 0 – 3   |
| 8  | Kaunas      | 6 juni 2001      | WK 2002 kwalificatie        | Litouwen – Roemenië | 1 – 2   |
| 9  | Kaunas      | 30 april 2003    | Vriendschappelijk           | Litouwen – Roemenië | 0 – 1   |
| 10 | Cluj        | 6 september 2008 | WK 2010 kwalificatie        | Roemenië – Litouwen | 0 – 3   |
| 11 | Marijampolė | 6 juni 2009      | WK 2010 kwalificatie        | Litouwen – Roemenië | 0 – 1   |
| 12 | Giurgiu     | 23 maart 2016    | Vriendschappelijk           | Roemenië − Litouwen | 1 − 0   |
| 13 | Vilnius     | 11 oktober 2018  | UEFA Nations League 2018/19 | Litouwen – Roemenië | 1 – 2   |
| 14 | Ploiești    | 17 november 2018 | UEFA Nations League 2018/19 | Roemenië − Litouwen | 3 − 0   |
| 15 | Boekarest   | 9 september 2024 | UEFA Nations League 2024/25 | Roemenië − Litouwen | 3 – 1   |
| 16 | Kaunas      | 15 oktober 2024  | UEFA Nations League 2024/25 | Litouwen − Roemenië | 1 − 2   |

## Samenvatting
| Competitie          | Totaal gespeeld | Winst Litouwen | Gelijk | Winst Roemenië | Doelsaldo Litouwen – Roemenië |
| ------------------- | --------------- | -------------- | ------ | -------------- | ----------------------------- |
| WK-kwalificatie     | 6               | 1              | 0      | 5              | 4 − 8                         |
| UEFA Nations League | 4               | 0              | 0      | 4              | 3 − 10                        |
| Vriendschappelijk   | 6               | 0              | 0      | 6              | 2 − 13                        |
| Totaal              | 16              | 1              | 0      | 15             | 9 − 31                        |

## Details

### Twaalfde ontmoeting
| Vriendschappelijk (Giurgiu, Roemenië, 23 maart 2016):                                                                          |       |          |
| Roemenië | 1 – 0 | Litouwen |
| Nicolae Stanciu 65' | goals |          |
| - Debuut van Alin Toșca (Steaua Boekarest), Ioan Hora (Pandurii Lignitul) en Nicolae Stanciu (Steaua Boekarest) voor Roemenië. |       |          |

LFF · A-internationals · Bondscoaches · Statistieken · Litouws vrouwenelftal · Olympisch elftal · Litouwen U21 · Litouwen U20 · Litouwen U19 · Litouwen U18 · Litouwen U17 · Litouwen U16
1923 – 1929 ·
1930 – 1939 ·
1940 – 1949 ·
1950 – 1989 · 
1990 – 1999 ·
2000 – 2009 ·
2010 – 2019 ·
2020 − 2029
1923 · 
1924 · 
1925 · 
1926 · 
1927 · 
1928 · 
1929 · 
1930 · 
1931 · 
1932 · 
1933 · 
1934 · 
1935 · 
1936 · 
1937 · 
1938 · 
1939 · 
1940 · 
1941–1944 · 
1945 · 
1946 · 
1947 · 
1948 · 
1949 · 
1950–1955 · 
1956 · 
1957–1978 · 
1979 · 
1980–1989 · 
1990 · 
1991 · 
1992 · 
1993 · 
1994 · 
1995 · 
1996 · 
1997 · 
1998 · 
1999 · 
2000 · 
2001 · 
2002 · 
2003 · 
2004 · 
2005 · 
2006 · 
2007 · 
2008 · 
2009 · 
2010 · 
2011 · 
2012 · 
2013 · 
2014 · 
2015 · 
2016 · 
2017 ·
2018 ·
2019 ·
2020 ·
2021
Albanië ·
Andorra ·
Argentinië ·
Armenië ·
Azerbeidzjan ·
België ·
Bosnië en Herzegovina ·
Brazilië ·
Bulgarije ·
Chili ·
Cyprus ·
Denemarken ·
Duitsland ·
Egypte ·
Engeland ·
Estland ·
Faeröer ·
Finland ·
Frankrijk ·
Georgië ·
Gibraltar ·
Griekenland ·
Hongarije ·
Ierland ·
IJsland ·
Indonesië ·
Iran ·
Israël ·
Italië ·
Joegoslavië ·
Jordanië ·
Kazachstan ·
Koeweit ·
Kosovo ·
Kroatië ·
Letland ·
Liechtenstein ·
Luxemburg ·
Mali ·
Malta ·
Moldavië ·
Montenegro ·
Nieuw-Zeeland ·
Noord-Ierland ·
Noord-Macedonië ·
Noorwegen ·
Oekraïne ·
Oostenrijk ·
Polen ·
Portugal ·
Roemenië ·
Rusland ·
San Marino ·
Saoedi-Arabië ·
Schotland ·
Servië ·
Servië en Montenegro ·
Slovenië ·
Slowakije ·
Spanje ·
Tsjechië ·
Turkije ·
Turkmenistan ·
Verenigde Arabische Emiraten ·
Wit-Rusland ·
Zweden ·
Zwitserland
FRF · A-internationals · Selecties · Bondscoaches · Statistieken · Roemeens vrouwenelftal · Olympisch elftal · Roemenië U21 · Roemenië U20 · Roemenië U19 · Roemenië U18 · Roemenië U17 · Roemenië U16
1922 – 1929 · 
1930 – 1939 · 
1940 – 1949 · 
1950 – 1959 · 
1960 – 1969 · 
1970 – 1979 · 
1980 – 1989 · 
1990 – 1999 · 
2000 – 2009 · 
2010 – 2019 · 
2020 – 2029
EK's: 1984 · 
1996 · 
2000 · 
2008 · 
2016 · 
2024
WK's: 1930 · 
1934 · 
1938 · 
1970 · 
1990 · 
1994 · 
1998
OS: 1924 · 
1952 · 
1964 · 
2020
1922 · 
1923 · 
1924 · 
1925 · 
1926 · 
1927 · 
1928 · 
1929 · 
1930 · 
1931 · 
1932 · 
1933 · 
1934 · 
1935 · 
1936 · 
1937 · 
1938 · 
1939 · 
1940 · 
1941 · 
1942 · 
1943 · 
1944 · 
1945 · 
1946 · 
1947 · 
1948 · 
1949 · 
1950 · 
1952 · 
1952 · 
1953 · 
1954 · 
1955 · 
1956 · 
1957 · 
1958 · 
1959 · 
1960 · 
1961 · 
1962 · 
1963 · 
1964 · 
1965 · 
1966 · 
1967 · 
1968 · 
1969 · 
1970 · 
1971 · 
1972 · 
1973 · 
1974 · 
1975 · 
1976 · 
1977 · 
1978 · 
1979 · 
1980 · 
1981 · 
1982 · 
1983 · 
1984 · 
1985 · 
1986 · 
1987 · 
1988 · 
1989 · 
1990 · 
1991 · 
1992 · 
1993 · 
1994 · 
1995 · 
1996 · 
1997 · 
1998 · 
1999 · 
2000 · 
2001 · 
2002 · 
2003 · 
2004 · 
2005 · 
2006 · 
2007 · 
2008 · 
2009 · 
2010 · 
2011 · 
2012 · 
2013 · 
2014 · 
2015 ·
2016 ·
2017 ·
2018 ·
2019 ·
2020 ·
2021 ·
2022 ·
2023
Albanië ·
Algerije ·
Andorra ·
Argentinië ·
Armenië ·
Australië ·
Azerbeidzjan ·
België ·
Bolivia ·
Bosnië en Herzegovina ·
Brazilië ·
Bulgarije ·
Chili ·
China ·
Colombia ·
Congo-Kinshasa ·
Cuba ·
Cyprus ·
DDR ·
Denemarken ·
Duitsland ·
Ecuador ·
Egypte ·
Engeland ·
Estland ·
Faeröer ·
Finland ·
Frankrijk ·
Georgië ·
Griekenland ·
Honduras ·
Hongarije ·
Ierland ·
IJsland ·
Irak ·
Iran ·
Israël ·
Italië ·
Ivoorkust ·
Japan ·
Joegoslavië ·
Kameroen ·
Kazachstan · 
Kosovo · 
Kroatië ·
Letland ·
Liechtenstein ·
Litouwen ·
Luxemburg ·
Malta ·
Marokko ·
Mexico ·
Moldavië ·
Montenegro ·
Nederland ·
Nigeria ·
Noord-Ierland ·
Noord-Macedonië ·
Noorwegen ·
Oekraïne ·
Oostenrijk ·
Paraguay ·
Peru ·
Polen ·
Portugal ·
Rusland ·
San Marino ·
Schotland ·
Servië ·
Slovenië ·
Slowakije ·
Sovjet-Unie ·
Spanje ·
Trinidad en Tobago ·
Tsjechië ·
Tsjecho-Slowakije ·
Tunesië ·
Turkije ·
Turkmenistan ·
Uruguay ·
Verenigde Arabische Emiraten ·
Verenigde Staten ·
Wales ·
Wit-Rusland ·
Zuid-Korea ·
Zweden ·
Zwitserland
Albanië (2016) · 
Frankrijk (2008) · 
Frankrijk (2016) · 
Italië (2008) · 
Nederland (2008) · 
Zwitserland (2016)